# Rhathymoscelis melzeri
Rhathymoscelis melzeri is een keversoort uit de familie van de boktorren (Cerambycidae). De wetenschappelijke naam van de soort werd voor het eerst geldig gepubliceerd in 1922 door Costa Lima.